# РАФ-2203
РАФ-2203 «Латвія» (латис. RAF-2203 Latvija) — мікроавтобус, що випускався Ризькою автобусною фабрикою в 1976–1992 роках. Мікроавтобуси цього типу використовувалися як маршрутні таксі, автомобілі швидкої допомоги і в ролі службового транспорту, в Росії були поступово витіснені «ГАЗелями», а в Латвії — мікроавтобусами Mercedes-Benz та іншими іномарками.

## Історія

### Створення

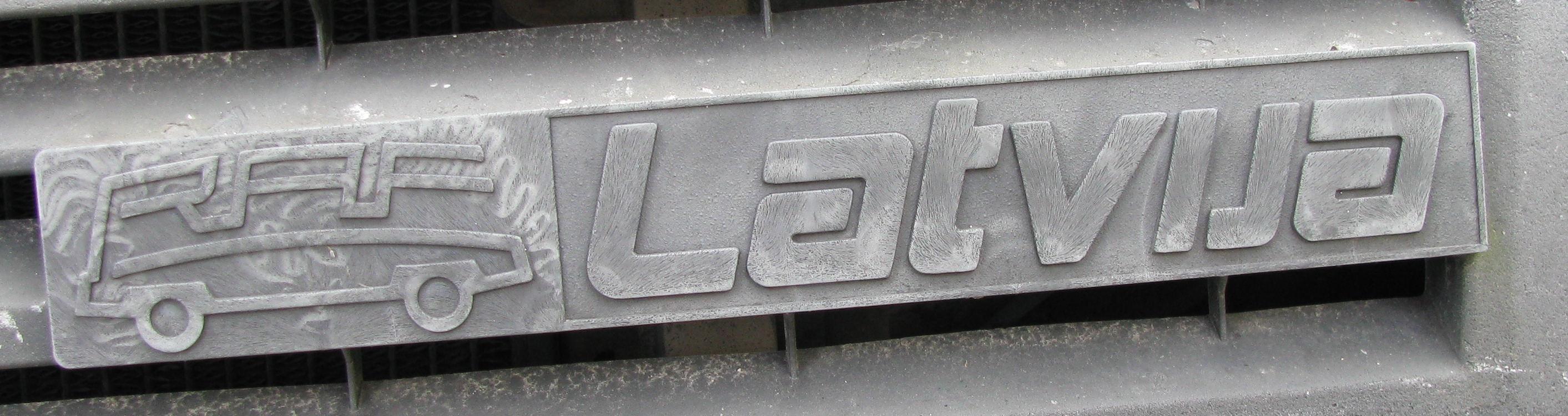
Емблема моделі "Латвія"

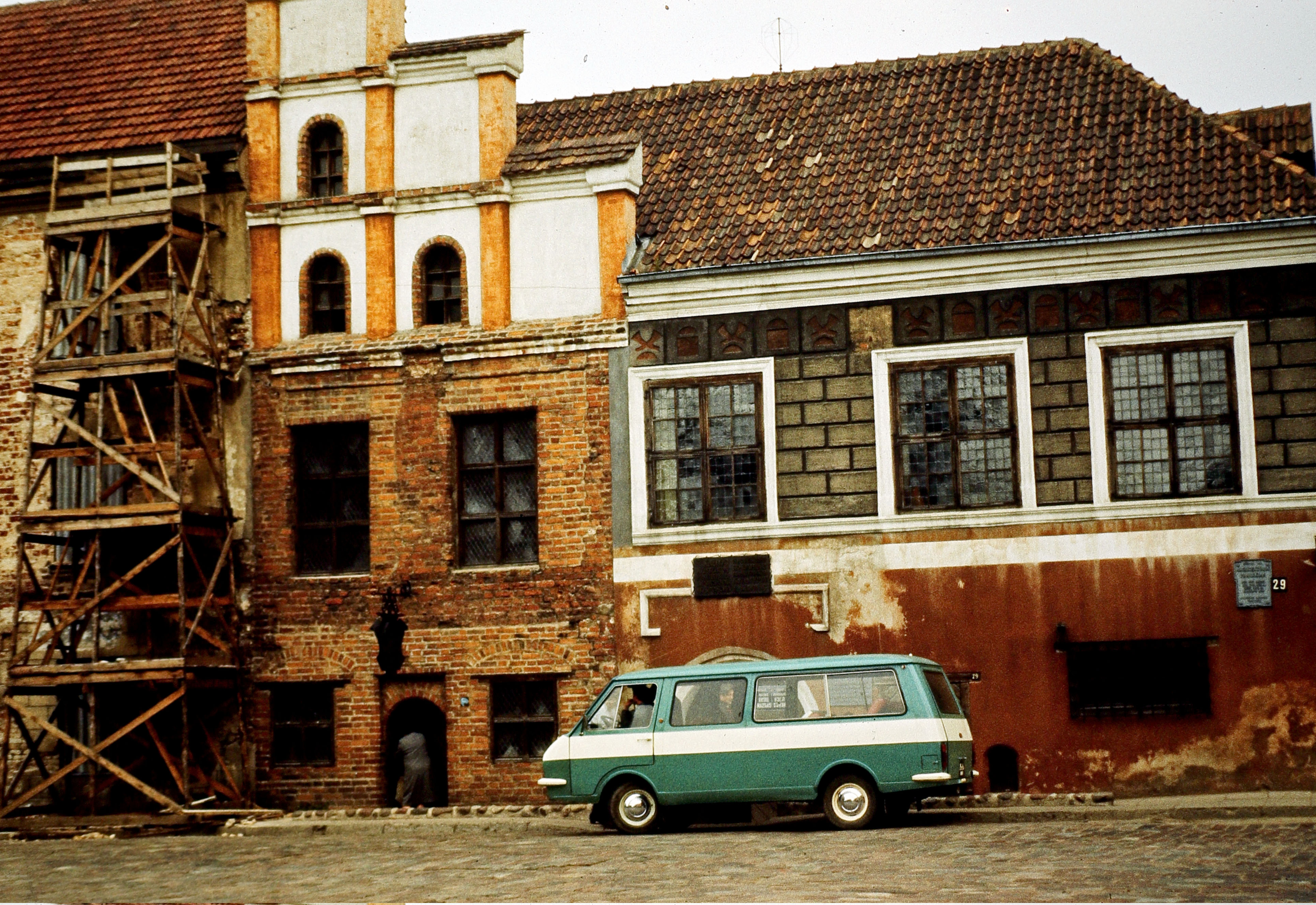
РАФ-2203 «Латвія», 1980

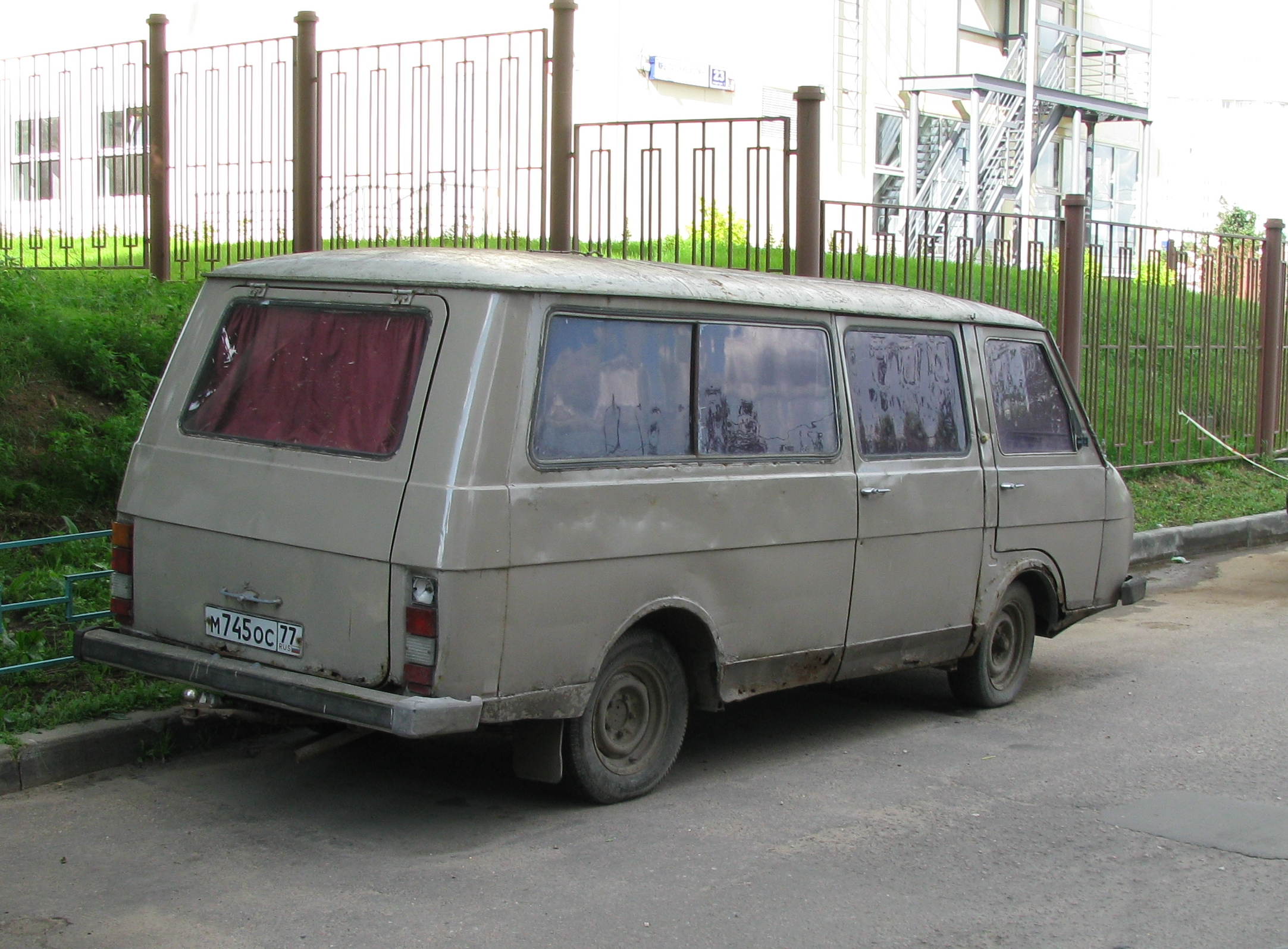
РАФ-22038

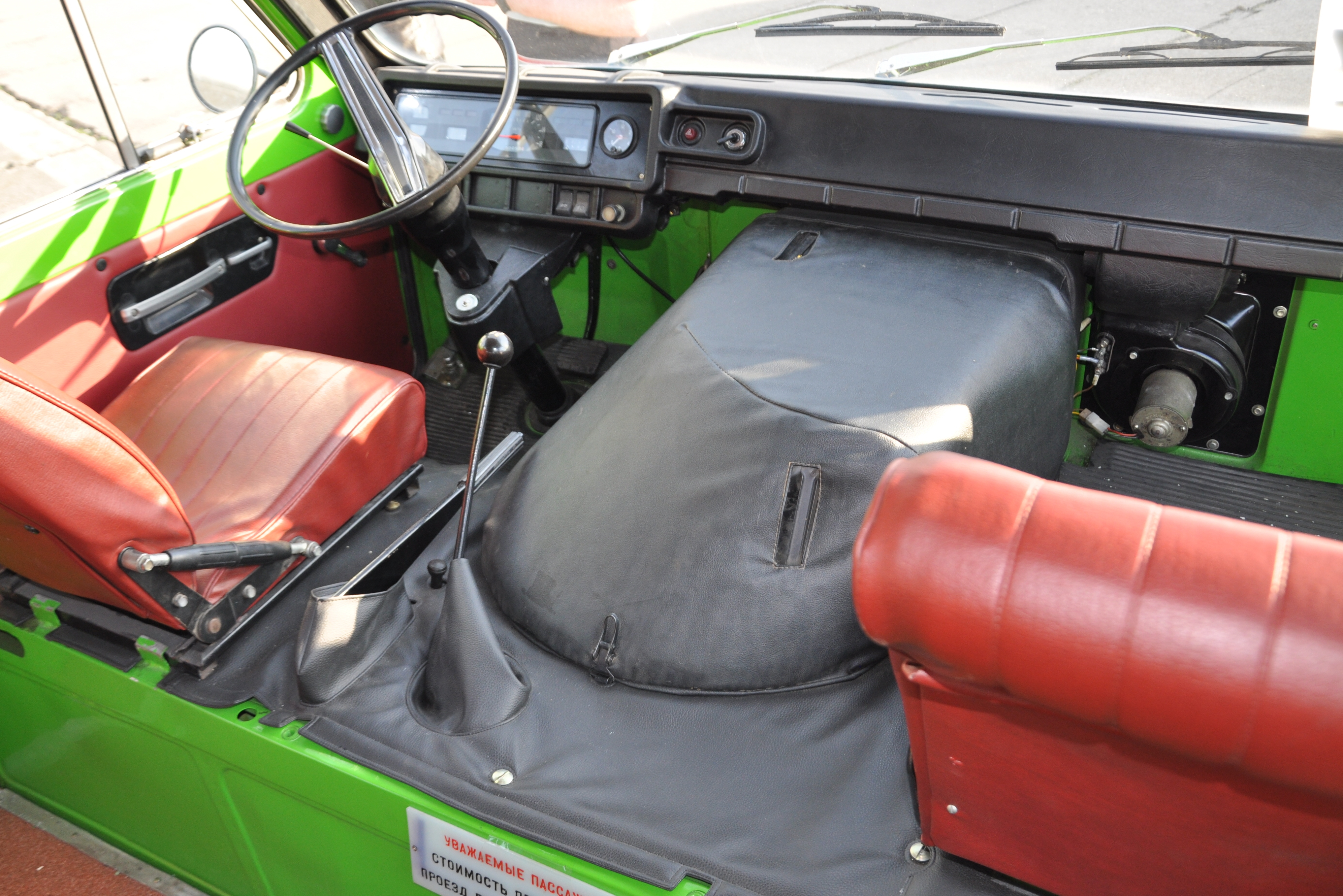
Вигляд в салоні(РАФ), місце водія і пасажира праворуч

Створення нового мікроавтобуса РАФ (замість моделі РАФ-977) почалося в 1965 році. Розробку нового перспективного автомобіля вело дві групи з чотирьох конструкторів, одна — під керівництвом Мейзіса, інша — під керівництвом Ейсерта. Фактично розробка велася в режимі конкурсу-змагання між двома групами інженерів. Групи працювали повністю незалежно один від одного. Проектований мікроавтобус повинен був задовольняти двом вимогам: він повинен був бути дванадцятимісним і повинен був базуватися на агрегатах автомобіля ГАЗ-21. В результаті було створено два автомобілі-прототипи: РАФ-982-I групи Мейзіса і РАФ-982-II групи Ейсерта. Перший мікроавтобус мав напівкапотну компоновку, цей автомобіль назвали «Циклон». Другий перспективний автомобіль мав вагонну компоновку. Обидва автомобілі були відправлені в Москву для проходження міжвідомчої комісії. У результаті комісія визнала кращим РАФ-982-I. Однак директор РАФа, Ілля Позняк, був незадоволений рішенням міністерства. Він вважав футуристичний (вагонна компоновка автобусів тоді була в новинку) РАФ-982-II перспективнішою моделлю. Прототипи РАФів знову були відправлені в Москву. Після «другого туру» випробувань було прийнято рішення про майбутнє виробництві РАФ-982-II. 25 липня 1969 року в Єлгаві почалося будівництво нового заводу РАФа. Після вступу в дію новий завод повинен був приступити до випуску нових мікроавтобусів. Доведення прототипу РАФ-982-II проводилася під час будівництва заводу. Новий завод почав роботу в лютому 1976 року. З його конвеєра почали сходити мікроавтобуси РАФ-2203 «Латвія». Таке офіційне позначення отримав новий мікроавтобус, створений в ході доведення прототипу РАФ-982-II. На відміну від прототипу, серійний РАФ-2203 використовував агрегати від новішої «Волги» — ГАЗ-24.

### Виробництво
Ризька автомобільна фабрика щорічно випускала більше п'ятнадцяти тисяч РАФ-2203 (завод був розрахований на виробництво 17 тисяч мікроавтобусів на рік і з 1987 по 1990 рік перевищував цей обсяг). В 1989 році почав випускатися модернізований варіант мікроавтобуса, який отримав позначення РАФ-22038. Цей мікроавтобус використовував агрегати від автомобіля ГАЗ-24-10. Зовні РАФ-22038 відрізнявся облицюванням передньої частини з новою фальш-радіаторною решіткою і алюмінієвими бамперами з пластиковими бічними секціями. На прототипі 22038, що демонструвався на виставці «Автопром СРСР 60 років» в задній частині боковин розміщувалися вузькі поворотні кватирки, але на серійній моделі був фактично збережений кузов типу 2203. З 1993 року випускався РАФ-22039. Ця модифікація відрізнялася підвищеною пасажиромісткістю (тринадцять чоловік). Це було досягнуто за рахунок скорочення до мінімуму багажного простору. РАФ-2203 був наймасовішим радянським мікроавтобусом. Виробництво РАФів було зупинено на початку 1997 року через згортання їх закупівель Росією.

## Експлуатація

### Маршрутне таксі
Використання як маршрутного таксі було однією з основних областей застосування РАФ-2203. У заводській модифікації мікроавтобуса, призначеного для роботи в режимі маршрутного таксі, сидіння розташовувалися з боків салону, в той час як в модифікації, призначеній для роботи як службового транспорту сидіння розташовувалися поперечно. Однак пізніше (в дев'яностих роках) багато службових мікроавтобусів також стали використовуватися в ролі маршрутного таксі, тому на міських маршрутах працювали машини з різною компоновкою пасажирських сидінь. Також як маршрутне таксі використовувалася дрібносерійна модифікація з високим дахом РАФ-2921. Маршрутні таксі — РАФи були дуже поширені в першій половині 90-х років, пізніше їх почали замінювати мікроавтобуси «Газель», «Бичок» та інші. На початку XXI століття маршрутні таксі РАФ-2203 виводяться з експлуатації у зв'язку з моральним і технічним старінням, тобто, в першу чергу, за вимогами безпеки. У деяких містах використання РАФ-2203 як маршрутного таксі тепер взагалі заборонено законодавчо. У регіонах з низьким рівнем життя РАФ ще популярний, в Абхазії та Південній Осетії, наприклад, він досі використовується як маршрутне таксі частіше, ніж «ГАЗель».

### Швидка допомога

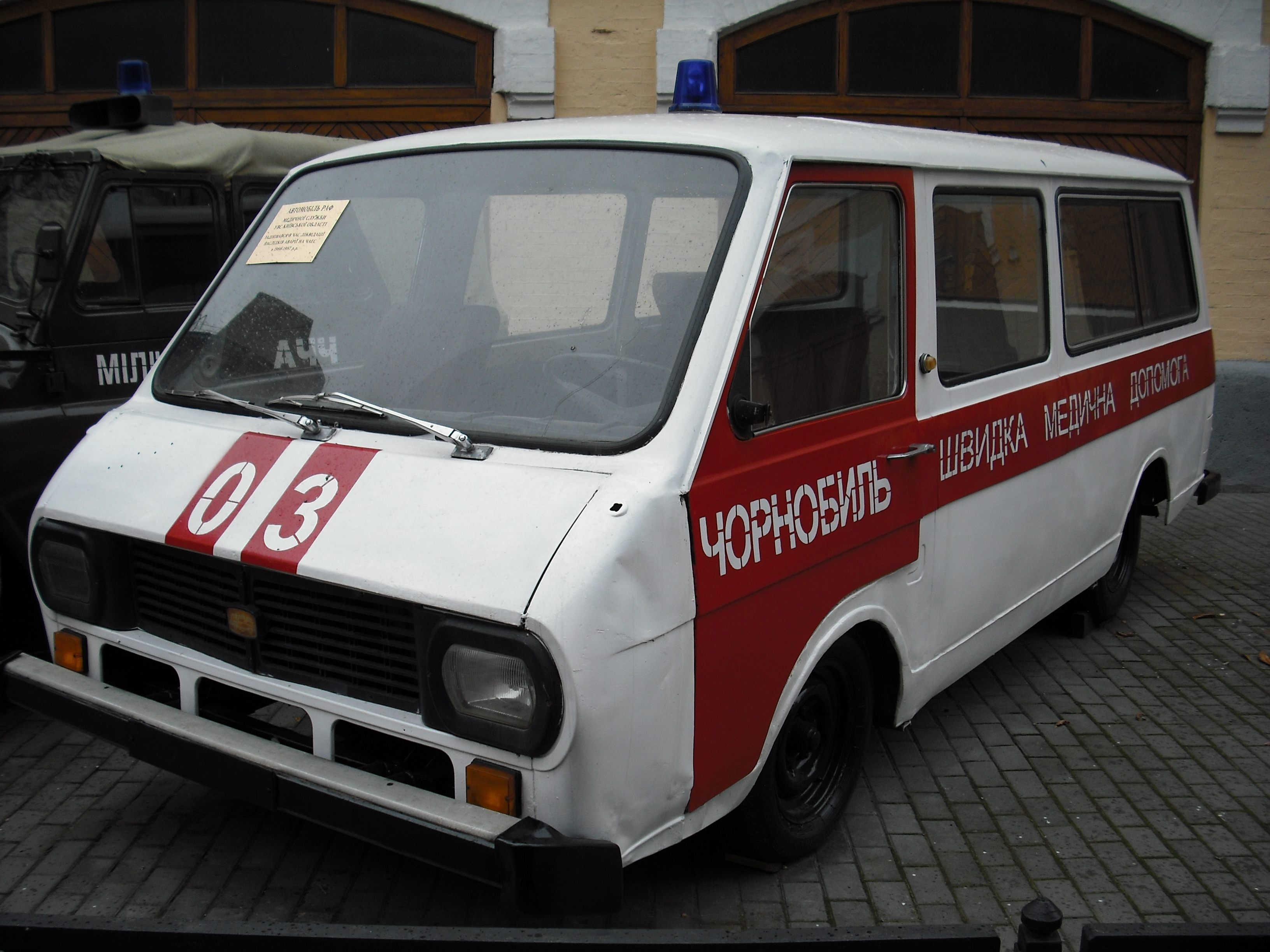
Автомобіль швидкої допомоги РАФ у Київському музеї Чорнобиля.

Ще під час створення автобуса планувалося його використання як автомобіля швидкої допомоги. Про це говорить, наприклад, той факт, що в приймаючу міжвідомчу комісію входили медики. Медична модифікація РАФ-2203 позначалася як РАФ-22031. Реанімобілі з високим дахом на базі РАФ-2203 випускала фінська фірма TAMPO в 1981–1994 роках. Автомобіль швидкої допомоги на базі РАФ-22038 отримав позначення РАФ-2915. Випускався також реанімобіль РАФ-2914, який відрізнявся більш високим дахом.

### Інші галузі

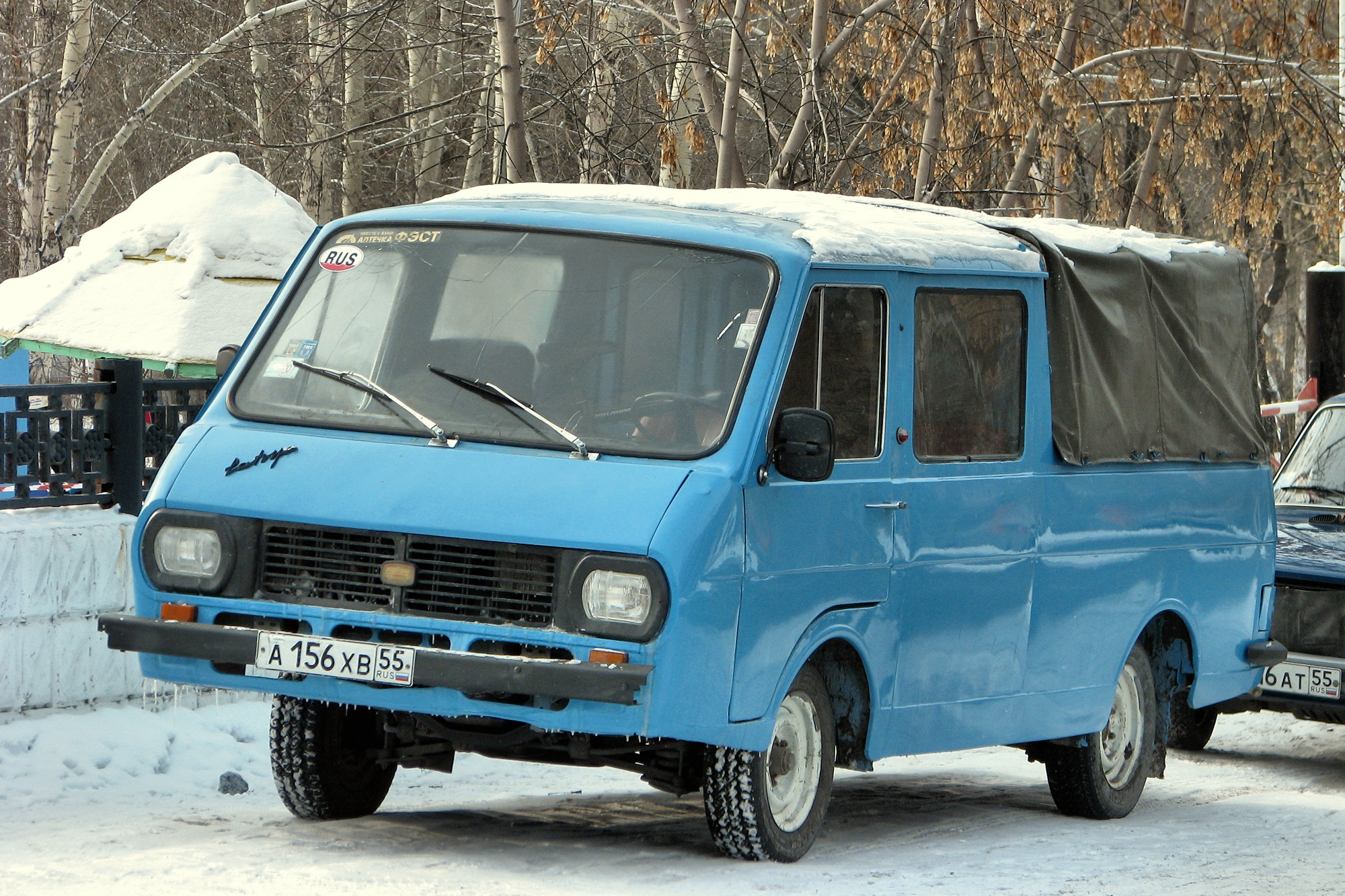
РАФ-2909

РАФ-2203 використовувалися в різноманітних галузях. Базові мікроавтобуси — як службовий транспорт (зокрема, в міліції, армії), а також як автолабораторії, кіно-/теле-знімальні, ралі-сервіс тощо. Пасажирські безвіконні одно-і двосекційні автопоїзди з причіпних вагончиків і сідловий тягач РАФ-3407 працювали на екскурсійному маршруті всередині території московської ВДНГ, а також в Олімпійському селі під час московської Олімпіади-80. Також для обслуговування змагань Олімпіади-80 на РАФі було створено цілий ряд спеціальних модифікацій РАФ-2907/2911, включаючи електромобілі РАФ-2910, а також пікапи-веловози РАФ-2909. Наприкінці 1980-х під «горбачовську» програму підтримки багатодітних родин, Ризька фабрика випускала дрібною серією 8-місний варіант мікроавтобуса з обробкою «люкс», керувати яким можна було з правами категорії «В». Цю модифікацію продавали приватним власникам. З 1980-х РАФи почали використовувати і для перевезення вантажів. Наприклад, на дрібносерійному безвіконному фургоні РАФ-2916 возили пошту, промтовари, а також трупи. В 1990-х на базі РАФ-22038 на території старого РАФа в Ризі дрібносерійно випускали однотонні вантажівки РАФ-3311 (бортовий або кунг, наприклад, РАФ-2920) і РАФ-33111 (з подвійною кабіною бортовий або кунг, наприклад, аварійна РАФ-33114 і катафалк РАФ-2926), що поставлялися також і в Росію. Також існувало дрібносерійне виробництво броньованих інкасаторських фургонів РАФ-LABBE , кемперів та інших машин на базі РАФів. Зараз «Рафіка» можна побачити в сумному вигляді близько гаражів, де вони доживають своє життя.

## Конструкція
РАФ-2203 — мікроавтобус вагонної компоновки. Салон мікроавтобуса складається з двох відділень. У передньому розташоване місце водія і одне пасажирське сидіння, в задньому — десять пасажирських сидінь. За пасажирськими сидіннями розташовано багажний простір. Кузов — тримальний, суцільнометалевий. Мікроавтобус має чотири одностулкові двері: дві справа (для посадки пасажирів), одна ліворуч (для посадки водія) і задня (для доступу до багажного простору). На РАФ-2203 використовувався двигун від ГАЗ-24. Двигун розташовувався спереду, він приводив у дію задні колеса. Задній міст теж брався від ГАЗ-24, в той час як передня підвіска і рульове управління було оригінальним, але в конструкції використовувалися деталі і елементи підвіски ГАЗ-24 і ГАЗ-21. Спочатку всі гальма були барабанними, але на автобусах модифікації 22038 на передніх колесах були встановлені дискові гальма.

### Двигуни
- 2.445 л ЗМЗ-24Д І4 95 к.с. при 4500 об/хв, 186,3 Нм при 2200—2400 об/хв (1976—1987)
- 2.445 л ЗМЗ-402.10 І4 98 к.с. при 4500 об/хв, 180,4 Нм при 2400—2600 об/хв (1987—1997)

## Оцінка проєкту

### Переваги
У порівнянні з попередньою моделлю РАФа (РАФ-977), РАФ-2203 був просторим мікроавтобусом. Це підвищувало рівень комфорту пасажирів і мало першочергове значення для використання РАФ-2203 як автомобіль швидкої допомоги: в кузові РАФ-2203 було достатньо простору для найважливішого медичного обладнання. Крім того, РАФ-2203 мав м'який плавний хід.

### Недоліки
Занадто важкий двигун, розміщений над переднім мостом, створював поганий розподіл ваги (понад 55 % маси доводилося на передній міст), що вело до підвищеного зносу і навіть пошкодження переднього моста, а також поганій керованості незавантаженого мікроавтобуса на слизькій дорозі і значно погіршувало прохідність (через це задню частину мікроавтобуса іноді навантажували баластом). Кузов відрізнявся не надто високою якістю зварних швів і забарвлення, а також поганими антикорозійними властивостями. Днище було з фанери (крім останньої версії маршрутного таксі 22039), що також посилювало проблеми експлуатації. Значні проблеми були і з якістю агрегатної бази від автомобіля ГАЗ-24 «Волга».

## В ігровій та сувенірній продукції

### Масштабні моделі та сувеніри
- Модель автомобіля РАФ-2203 (А18) випускалася на заводі «Радон» (м. Маркс) з 1977 по 1987 рік.
- Модель автомобіля РАФ-22031 (А27), але через помилку перший час стояв номер А26, який належав ГАЗ-24. Рафи А26 нині — велика рідкість. В 1980 році була випущена модель дрібносерійного спецавтомобіля РАФ-2907 (А21) у двох варіантах: «Суддівський» і «Ескорт Олімпійського Вогню». Дана модель має досить високу цінність серед колекціонерів і рідкісна в наш час.
- 2 лютого 2010 року модель РАФ-2203 вийшла в журнальній серії «Автолегенды СССР». Модель відрізняється від Саратовської дуже хорошою деталізацією, але має кілька невеликих недоробок, зокрема — відсутній шильдик «Latvija» на капоті і занадто глибокі шви на даху. За радянських часів випускалася іграшка, що реагує на звук.
- 6 грудня 2011 року в рамках журналу «Автолегенды СССР» за номером 74 з'явилася модель РАФ-22038. Білий мікроавтобус із синьою смугою.

### У комп'ютерних іграх
- РАФ-2203 присутній в моді Criminal Russia для Grand Theft Auto: San Andreas.
- РАФ-2203 присутній в моді Назад в СРСР для Grand Theft Auto: San Andreas.
- У грі Half-Life 2 і Counter-Strike: Source присутні зламані Рафи.